# Eduardo Rosenzvaig
Eduardo Elías Rosenzvaig (San Miguel de Tucumán, 24 de febrero de 1951-San Miguel de Tucumán, 8 de octubre de 2011) fue un historiador, ensayista, filósofo, profesor universitario, cuentista y novelista argentino.

## Biografía
Doctorado en Historia por la Universidad de Salamanca, fue profesor titular a cargo de la cátedra Historia General de la Cultura, en la Facultad de Artes de la Universidad Nacional de Tucumán, desde 1985 y director del Instituto de Investigaciones sobre Cultura Popular de dicha Universidad.
Publicó numerosos artículos en diarios y revistas especializadas como Clarín, Página/12, Realidad Económica (Buenos Aires), Cuadernos Hispanoamericanos (Madrid), Latin American Perspectives (California), Casa de las Américas (La Habana), Historia y Fuente Ora (Barcelona).
Escribió más de 40 novelas, cuentos y ensayos, algunos de ellos como coautor. Algunos de sus textos están incluidos en antologías publicadas luego de su fallecimiento.
Fue galardonado con los premios Jorge Sábato (Conicet), Casa de las Américas (Cuba) en dos oportunidades, los internacionales de novela Luis Berenguer y de cuentos Miguel de Unamuno (España).
En 1999 fue candidato a vicegobernador por el Partido Pueblo Unido.

### Fallecimiento
Falleció de cáncer en la ciudad de San Miguel de Tucumán el 8 de octubre de 2011, a los 60 años de edad. Fue sepultado en el Cementerio Israelita de esa ciudad.

## Publicaciones
- Los intelectuales frente a la guerra y la paz (1ª edición). Siglo Veinte. 1985. ISBN 978-950-516-419-6.
- El sexo del azúcar (1ª edición). Letra Buena. 1991. ISBN 978-950-777-007-4.
- Quimeras y pesadillas (1ª edición). Letra Buena. 1993. ISBN 978-950-777-070-8.
- La oruga sobre el pizarrón (1ª edición). Colihue. 1993. ISBN 978-950-581-803-7.
- La cepa: arqueología de una cultura (1ª edición). Letra Buena. 1995. ISBN 978-950-777-102-6.
- La cuenta suiza (1ª edición). Armas de la Crítica. 2000. ISBN 978-987-98213-0-5.
- Prudencia y locura (1ª edición). EDUCO - Universidad Nacional del Comahue. 2000. ISBN 978-987-97904-1-0.
- Durmiendo con la ciudad: semiología de Tucumán (1ª edición). Universidad Nacional de Tucumán. 2000. ISBN 978-950-554-206-2.
- El cuarenta y ocho: historia de la cultura funeraria del norte argentino (1ª edición). Universidad Nacional de Tucumán. 2002. ISBN 978-950-554-276-5.
- Los desnudos y los dientes - Cuentos tucumanos (1ª edición). Universidad Nacional de Tucumán. 2003. ISBN 978-950-554-335-9.
- El pecado que enrolla la lengua (1ª edición). Universidad Nacional de Tucumán. 2004. ISBN 978-950-554-381-6.
- Cuentos políticos (1ª edición). América Libre. 2004. ISBN 978-987-99662-3-5.
- Indios en la reserva Cromañon: escorzos antropológicos en la posmodernidad (1ª edición). Universidad Nacional de Tucumán. 2005. ISBN 978-950-554-451-6.
- El Zoológico de Londres: cuentos argentinos (1ª edición). Universidad Nacional de Tucumán. 2005. ISBN 978-950-554-456-1.
- Cien plegarias no alcanzan (1ª edición). Universidad Nacional de Tucumán. 2006. ISBN 978-950-554-490-5.
- La hispanidad (1ª edición). Universidad Nacional de Tucumán. 2006. ISBN 978-950-554-515-5.
- El dieciocho bizcochuelo de Carlos Saúl Buenaparte (1ª edición). Universidad Nacional de Tucumán. 2006. ISBN 978-950-554-523-0.
- Antología del realismo desatinado (1ª edición). Desde la Gente. 2007. ISBN 978-950-860-204-6.
- Compacto deseo de conquistar América (1ª edición). Universidad Nacional de Tucumán. 2007. ISBN 978-950-554-548-3.
- Honrar la deuda y otros asesinatos (1ª edición). Universidad Nacional de Tucumán. 2008. ISBN 978-950-554-557-5.
- Historia crítica de la cultura de Tucumán: el vientre de cerámica (1ª edición). Universidad Nacional de Tucumán. 2008. ISBN 978-950-554-566-7.
- Historia crítica de la cultura de Tucumán: ecuaciones y alfeñiques (1ª edición). Universidad Nacional de Tucumán. 2009. ISBN 978-950-554-598-8.
- Victoria Ocampo elige sombreros en París (1ª edición). Leviatán. 2009. ISBN 978-987-514-159-9.
- Tantas claridades para prender una luz (1ª edición). Ediciones del Ente Cultural de Tucumán. 2009. ISBN 978-987-25029-1-1.
- Menos que un recuerdo (1ª edición). Cartago. 2009. ISBN 978-950-650-082-5.
- La bomba silenciosa (1ª edición). Universidad Nacional de Tucumán. 2009. ISBN 978-950-554-628-2.
- Historia crítica de la cultura de Tucumán: amantes y locos (1ª edición). Universidad Nacional de Tucumán. 2010. ISBN 978-950-554-645-9.
- Etnias y árboles: historia del universo ecológico Gran Chaco (1ª edición). Nuestra América. 2011. ISBN 978-987-1158-83-6.
- El, su escriba, la esfinge (1ª edición). Letras y Bibliotecas de Córdoba. 2011. ISBN 978-987-26990-0-0.
- Mamá ¿puedo bailar? (1ª edición). De La Feria del Libro. 2011. ISBN 978-987-26455-1-9.
- Memorias cruzadas - Salo está loco o el teatro (1ª edición). EDUNT. 2011. ISBN 978-987-1366-91-0.